# Phonoi
Nella mitologia greca, Phonoi (in greco antico: φόνοι?, phónoi, "assassini"; al singolare φόνος, phónos) erano gli spiriti maschili di assassinio, omicidio e macello. Le loro sorelle, Androktasiai. Erano figli di Eris, dea della discordia, attraverso la partenogenesi.